# بهار هوش مصنوعی
رونق هوش مصنوعی (انگلیسی: AI boom) یا بهار هوش مصنوعی, یک دوره جاری پیشرفت سریع در زمینه هوش مصنوعی (AI) است که از اواخر دهه ۲۰۱۰ آغاز شد و پیش از کسب شهرت بین‌المللی در اوایل دهه ۲۰۲۰، توجه گسترده‌ای را جلب کرد. نمونه‌هایی از این پیشرفت‌ها شامل آلفافولد تحت رهبری دیپ‌مایند و همچنین مدل زبانی بزرگها و کاربردهای هوش مصنوعی مولد توسعه‌یافته توسط اوپن‌ای‌آی می‌باشند.

## تاریخ
در سال ۲۰۱۲، یک تیم تحقیقاتی از دانشگاه تورنتو با استفاده از تکنیک‌های شبکه عصبی مصنوعی و یادگیری عمیق توانستند برای اولین بار نرخ خطا را در چالش ایمیج‌نت برای شناسایی اشیاء در بینایی رایانه‌ای به زیر ۲۵٪ کاهش دهند. این رویداد باعث شد تا رونق هوش مصنوعی در اواخر همان دهه آغاز شود، زمانی که بسیاری از دانش آموختگان چالش ایمیج‌نت به رهبران صنعت فناوری تبدیل شدند.
در مارس ۲۰۱۶، آلفاگو در یک مسابقه پنج‌دوره‌ای Lee Sedol را شکست داد، که این اولین بار بود که یک برنامه کامپیوتری بازی گو توانسته بود یک حرفه‌ای ۹-دان را بدون هیچ گونه دست‌خوردگی شکست دهد. این مسابقه باعث افزایش چشمگیر علاقه عمومی به هوش مصنوعی شد.
روند هوش مصنوعی مولد به‌طور جدی از سال ۲۰۱۶ یا ۲۰۱۷ پس از تأسیس اوپن‌ای‌آی و پیشرفت‌های اولیه در واحد پردازش گرافیکی (GPUs)، مقدار و کیفیت داده‌های آموزشی، شبکه‌های زایای دشمن‌گونه، مدل‌های انتشاری و ترنسفورمر آغاز شد.
در سال ۲۰۱۸، شاخص هوش مصنوعی، یک ابتکار از دانشگاه استنفورد، انفجاری جهانی از تلاش‌های تجاری و تحقیقاتی در زمینه هوش مصنوعی را گزارش کرد. در آن سال، اروپا بیشترین تعداد مقالات را در این زمینه منتشر کرد، که پس از آن چین و آمریکای شمالی قرار گرفتند. فناوری‌هایی همچون آلفافولد منجر به پیش‌بینی‌های دقیق‌تری از تاشدگی پروتئین شده و فرایند توسعه دارو را بهبود بخشید. اقتصاددانان و قانون‌گذاران شروع به بحث در مورد تأثیرات بالقوه هوش مصنوعی به‌طور فزاینده‌ای کردند. تا سال ۲۰۲۲، مدل زبانی بزرگ (LLMs) در کاربردهای چت‌بات افزایش استفاده پیدا کرد؛ مدل متن به تصویر قادر به تولید تصاویری شد که به نظر می‌رسید ساخته انسان است؛ و نرم‌افزار فرآوری گفتار قادر به بازتولید گفتار انسان به‌طور مؤثر شد.
طبق آمارهای بین سال‌های ۲۰۱۷ تا ۲۰۲۱، ایالات متحده در مقایسه با سایر نقاط جهان از نظر سرمایه‌گذاری خطرپذیر، تعداد استارتاپ‌ها و اختراعات ثبت شده در زمینه هوش مصنوعی پیشتاز است. دانشمندانی که مهاجرت به ایالات متحده آمریکا کرده‌اند، نقش برجسته‌ای در توسعه فناوری هوش مصنوعی در این کشور ایفا می‌کنند. بسیاری از این افراد در چین آموزش دیده‌اند، که این موضوع باعث بروز نگرانی‌های امنیت ملی در پی تشدید روابط میان دو کشور شده است.
کارشناسان توسعه هوش مصنوعی را به عنوان رقابتی برای دستیابی به مزایای اقتصادی و ژئوپولتیک میان ایالات متحده و چین تبیین کرده‌اند. در سال ۲۰۲۱، یک تحلیلگر از شورای روابط خارجی راه‌هایی را برای حفظ موقعیت ایالات متحده در برابر پیشرفت‌های چین بیان کرد. در سال ۲۰۲۳، یک تحلیلگر در مرکز مطالعات استراتژیک و بین‌المللی پیشنهاد کرد که ایالات متحده باید از جنگ سرد هوش مصنوعی به جای تکیه بر موافقت‌نامه‌های تجاری برای هدایت سیاست خارجی خود استفاده کند.

## پیشرفت‌ها

### زیست‌پزشکی
پیشنهاداتی برای استفاده از هوش مصنوعی جهت پیشبرد افزایش طول عمر ارائه شده است.
امتیاز بیش از ۹۰ آلفافولد ۲ در آزمون جهانی فاصله (GDT) CASP یک دستاورد مهم در زمینه زیست‌شناسی محاسباتی به حساب می‌آید و پیشرفت بزرگی در راستای چالش بزرگ زیست‌شناسی به مدت دهه‌ها است. برنده جایزه نوبل شیمی و متخصص زیست‌شناسی ساختاری، ونکاترامان راماکریشنان این نتیجه را «پیشرفتی شگفت‌انگیز در حل مشکل تاشدگی پروتئین» نامید و افزود که «این پیشرفت ده‌ها سال زودتر از آنچه بسیاری از افراد در این حوزه پیش‌بینی می‌کردند، رخ داده است.»
توانایی پیش‌بینی ساختار پروتئین‌ها به‌طور دقیق بر اساس توالی اسیدهای آمینه موجود، انتظار می‌رود که کشف داروها را تسریع کرده و درک بهتری از بیماری‌ها فراهم آورد. همچنین ذکر شده است که الگوریتم هوش مصنوعی قادر است «شکل پروتئین‌ها را تا عرض یک اتم پیش‌بینی کند.»

### تصاویر و ویدئوها

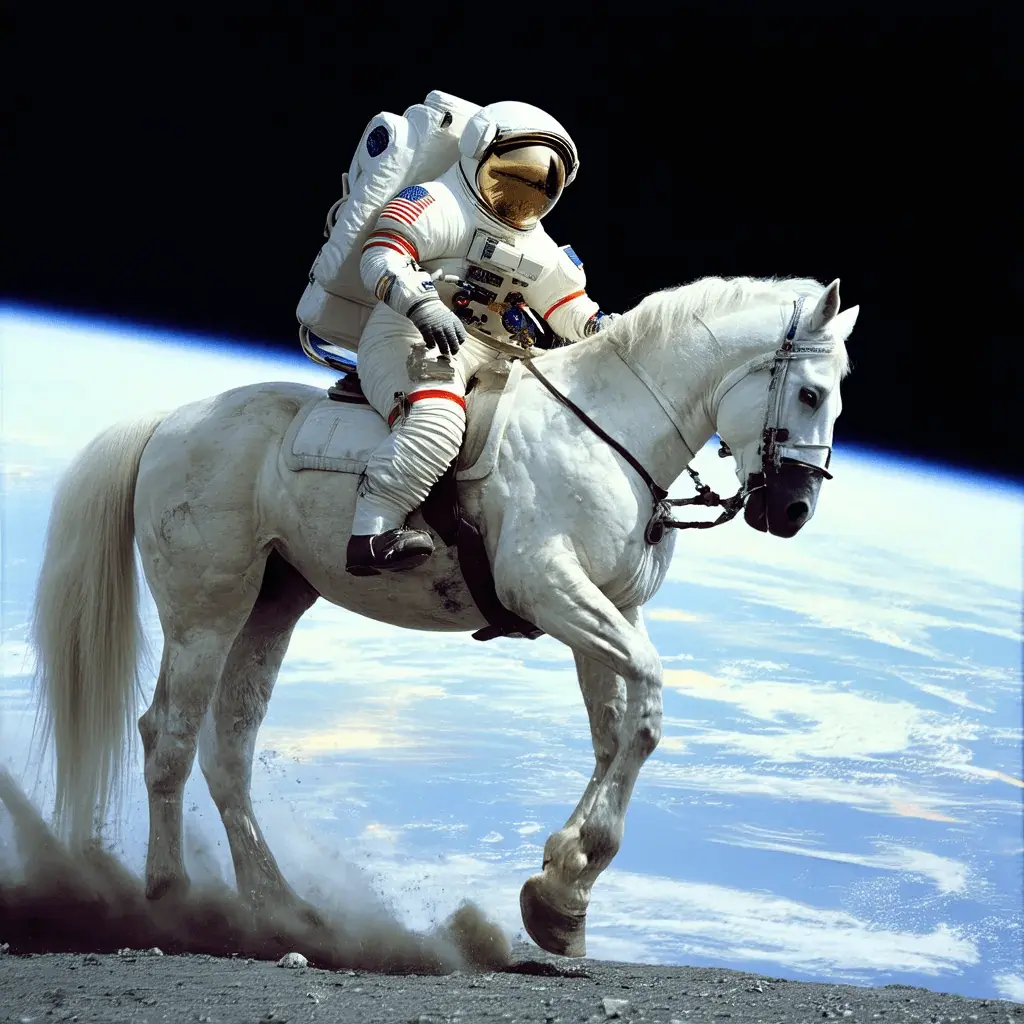
تصویری که توسط استیبل دیفیوژن ایجاد شده است، با دستور متنی "عکسی از یک فضانورد که سوار بر اسب است"

مدل‌های تبدیل متن به تصویر زمانی که اوپن‌ای‌آی در ژانویه ۲۰۲۱ دال ئی، یک سیستم ترنسفورمر را معرفی کرد توجه عمومی گسترده‌ای را به خود جلب کردند. دال ئی ۲، یک مدل جانشین که قادر به تولید تصاویر پیچیده و واقع‌گرایانه بود، در آوریل ۲۰۲۲ معرفی شد. میدجرنی، یک مدل جایگزین تبدیل متن به تصویر در ژوئیه ۲۰۲۲ منتشر شد. یک مدل دیگر و منبع باز به نام استیبل دیفیوژن، در اوت ۲۰۲۲ منتشر شد.
پس از مدل‌های مختلف متن به تصویر، پلتفرم‌های مبتنی بر مدل‌های زبانی که قادر به تولید ویدئو از متن هستند، مانند Runway, سورا از OpenAI, DAMO, Make-A-Video, Imagen Video و Phenaki قادر به تولید ویدئو از متن و همچنین تصاویر هستند.

### زبان
جی‌پی‌تی ۳ یک مدل زبانی بزرگ است که در سال ۲۰۲۰ توسط اوپن‌ای‌آی منتشر شد و قادر به تولید متنی با کیفیت و شبیه به انسان است. این ابزار به عنوان یک عامل محرک و تسریع‌کننده در رونق هوش مصنوعی پس از انتشار خود شناخته شده است. نسخه به‌روزشده‌ای به نام GPT-3.5 در چت‌جی‌پی‌تی استفاده شد که بعداً توجه‌ها را به دلیل پاسخ‌های دقیق و واضح در بسیاری از زمینه‌های دانش جلب کرد. نسخه جدیدی به نام جی‌پی‌تی ۴ در تاریخ ۱۴ مارس ۲۰۲۳ منتشر شد و در موتور جستجوی بینگ استفاده شد. دیگر مدل‌های زبانی مانند مدل زبانی مسیرها و جمینای توسط گوگل و لاما توسط متا پلتفرمز نیز منتشر شده‌اند.
در ژانویه ۲۰۲۳، DeepL Write، ابزاری مبتنی بر هوش مصنوعی برای بهبود متون تک‌زبانگی، معرفی شد. در دسامبر ۲۰۲۳، جمینای، جدیدترین مدل از سوی گوگل، معرفی شد که ادعا می‌کند در بیشتر معیارها از مدل پیشرفته قبلی یعنی GPT-4 پیشی گرفته است.

### موسیقی و صدا
در سال ۲۰۱۶، دیپ‌مایند ویونت، یک شبکه یادگیری عمیق که موسیقی به زبان‌های انگلیسی، ماندارین و پیانو تولید می‌کرد، معرفی کرد.

## تأثیرات
رونق هوش مصنوعی ممکن است تأثیرات عمیقی در زمینه‌های فرهنگی، فلسفی، مذهبی، اقتصادی، و اجتماعی داشته باشد، زیرا مسائلی مانند مسئله کنترل هوش مصنوعی، کیفیت ذهنی, و توسعه هوش جامع مصنوعی (AGI) به موضوعات رایج و محبوب بحث تبدیل شده‌اند. هوش مصنوعی پتانسیل استفاده در آموزش، مراقبت پزشکی و دیگر کاربردها را دارد.

### فرهنگی
در دوران رونق هوش مصنوعی، گروه‌های مختلفی پدید آمدند، از جمله گروه‌هایی که خواستار تسریع در توسعه هوش مصنوعی به سرعت ممکن هستند و گروه‌هایی که نگرانی‌هایی در مورد ایمنی هوش مصنوعی دارند و تمایل دارند که روند توسعه آن را «کُند» کنند.

### کسب‌وکار و اقتصاد
شرکت‌های بزرگ فناوری، رونق هوش مصنوعی را هم به‌عنوان فرصت و هم تهدید می‌دیدند؛ به‌طور مثال، شرکت آلفابت متوجه شد که چت‌جی‌پی‌تی می‌تواند جایگزینی مشابه با معضل نوآورانه برای جستجوگر گوگل باشد. این شرکت برای تسریع در تحقیقات هوش مصنوعی خود، دیپ‌مایند را با گوگل برین، واحد رقیب داخلی خود، ادغام کرد.

## نگرانی‌ها
خطا، امنیت رایانه و نقض مالکیت فکری به‌عنوان اصلی‌ترین ریسک‌های مرتبط با رونق هوش مصنوعی شناخته می‌شوند، هرچند که تلاش‌های زیادی برای کاهش این ریسک‌ها انجام نمی‌شود. مدل‌های زبانی بزرگ به‌دلیل بازتولید سوگیری‌ها که از داده‌های آموزشی خود به ارث برده‌اند، از جمله سوگیری‌های تبعیض‌آمیز مرتبط با قومیت یا جنسیت، مورد انتقاد قرار گرفته‌اند. به‌عنوان یک تکنولوژی دو منظوره، هوش مصنوعی خطر سوءاستفاده توسط بازیگران مخرب را نیز به همراه دارد. با پیشرفت هوش مصنوعی، ممکن است این فناوری در نهایت ارزان‌تر و کارآمدتر از نیروی کار انسانی شود، که می‌تواند منجر به بیکاری فناورانه و دوره‌ای از بحران اقتصادی شود. واکنش عمومی نسبت به رونق هوش مصنوعی متفاوت بوده است؛ برخی از امکانات جدیدی که این فناوری ایجاد می‌کند، پیچیدگی و پتانسیل آن برای بهبود بشر را ستوده‌اند؛ در حالی که دیگران آن را به‌خاطر بیکاری فناورانه و به‌دلیل دادن «دره وهمی» یا پاسخ‌های نادرست مورد انتقاد قرار گرفته‌اند.

## چیرگی غول‌های فناوری
صحنه تجاری هوش مصنوعی تحت سلطه شرکت‌های بزرگ فناوری آمریکایی مانند شرکت آلفابت، آمازون، اپل، متا پلتفرمز و مایکروسافت است که سرمایه‌گذاری‌های آنها در این حوزه از سرمایه‌گذاری‌های شرکت‌های سرمایه‌گذاری خطرپذیر مستقر در ایالات متحده پیشی گرفته است. برخی از این بازیگران، در حال حاضر، مالک اکثریت موجود رایانش ابری، تراشه‌های هوش مصنوعی و قدرت پردازشی مرکز داده هستند که به آنها این امکان را می‌دهد که بیشتر در بازار نفوذ کنند. شرکت‌های بزرگ فناوری آمریکایی همچنین به انباشت پتنت‌های مرتبط با هوش مصنوعی پرداخته‌اند و شرکت IBM با ۱۲۰۰ پتنت در صدر قرار دارد.

### مالکیت فکری
شرکت‌های فناوری مانند متا، OpenAI و انویدیا از سوی هنرمندان، نویسندگان، روزنامه‌نگاران و توسعه‌دهندگان نرم‌افزار به دلیل استفاده از آثار آنها برای آموزش مدل‌های هوش مصنوعی مورد شکایت قرار گرفته‌اند. در ابتدا، چت‌بات‌های هوش مصنوعی تولیدی مانند GPT-1 از BookCorpus استفاده می‌کردند و کتاب‌ها همچنان بهترین منبع داده برای تولید مدل‌های زبانی با کیفیت بالا به‌شمار می‌روند. پس از آنکه این چت‌بات خلاصه‌های دقیقی از هر قسمت کتاب The Bedwetter نوشته سارا سیلورمن و بخش‌های عین به عین از محتوای محدود شده از روزنامه نیویورک تایمز را تولید کرد چت‌جی‌پی‌تی با این نگرانی مواجه شد که منابع آن شامل کتابخانه‌هایی از محتوای دزدی است.

### شباهت و تقلب
توانایی تولید پیام‌های شخصی‌سازی شده و تصاویر واقع‌گرایانه ممکن است منجر به گسترش مقیاس‌پذیر اطلاعات نادرست، دستکاری و پروپاگاندای اجتماعی شود.

### محیط زیست
برای تأمین نیروی مصرفی محصولات هوش مصنوعی مولد، مقدار زیادی برق نیاز است، که این امر دستیابی شرکت‌ها به کاهش نزدیک به صفر انتشار گازهای گلخانه‌ای را دشوارتر می‌کند. از سال ۲۰۱۹ تا ۲۰۲۴، انتشار گاز گلخانه‌ای گوگل ۵۰٪ افزایش یافته است.

### امنیت زیستی و امنیت سایبری
پژوهشگران مرکز ایمنی هوش مصنوعی پیش‌بینی کرده‌اند که هوش مصنوعی می‌تواند «دسترس‌پذیری، نرخ موفقیت، مقیاس، سرعت، پنهان‌کاری و قدرت حمله سایبری» را بهبود بخشد، که در صورت تقویت حملات بیشتر از دفاع، می‌تواند باعث «آشوب‌های ژئوپولیتیکی قابل توجهی» شود. نگرانی‌هایی در مورد قابلیت‌های بالقوه سیستم‌های آینده هوش مصنوعی برای مهندسی ویروس‌های بیماری‌زاهای کشنده و مسری ایجاد شده است.
بهار هوش مصنوعی گفته می‌شود که باعث آغاز یک مسابقه تسلیحاتی شده است، که در آن شرکت‌های بزرگ برای داشتن قدرتمندترین مدل هوش مصنوعی در بازار با یکدیگر رقابت می‌کنند، به‌طوری‌که سرعت و سود بر ایمنی و حفاظت از کاربران اولویت دارند.

### آگاهی و انقراض انسان‌ها
پیشرفت سریع در هوش مصنوعی همچنین موجب برانگیختگی پرسش‌هایی دربارهٔ اینکه آیا برخی از سیستم‌های آینده هوش مصنوعی ممکن است ذی‌شعور بودن داشته باشند یا به‌طور کلی شایسته توجه اخلاقی باشند، شده است. همچنین این سؤال مطرح شده که آیا باید به آنها حقوق داده شود. رهبران صنعت همچنین در بیانیه ریسک انقراض هوش مصنوعی هشدار داده‌اند که بشر ممکن است به‌طور غیرقابل بازگشتی سیطره هوش مصنوعی را بر روی یک هوش جامع مصنوعی پیشرفته تجربه کند.